# Charleville, Marne
Charleville  là một xã thuộc tỉnh Marne trong vùng Grand Est đông nam nước Pháp. Xã có diện tích 17,87 km2, dân số năm 1999 là 217 người.